# Jirmeng (sockenhuvudort i Kina, Qinghai Sheng, lat 37,15, long 99,57)
Jirmeng (kinesiska: 吉尔孟, 吉尔孟乡) är en sockenhuvudort i Kina. Den ligger i provinsen Qinghai, i den nordvästra delen av landet, omkring 200 kilometer väster om provinshuvudstaden Xining. Antalet invånare är 3 307. Befolkningen består av 1 591 kvinnor och 1 716 män. Barn under 15 år utgör 23,0 %, vuxna 15-64 år 71 %, och äldre över 65 år 4,0 %.
Runt Jirmeng är det mycket glesbefolkat, med 6 invånare per kvadratkilometer. Närmaste större samhälle är Shinaihai, 19,5 km söder om Jirmeng. Trakten runt Jirmeng består i huvudsak av gräsmarker.
Genomsnittlig årsnederbörd är 456 millimeter. Den regnigaste månaden är juli, med i genomsnitt 154 mm nederbörd, och den torraste är december, med 1 mm nederbörd.